# 8000미터 봉우리에서 죽은 사람의 목록
이 목록은 히말라야산맥에 위치한 14개의 8000미터 봉우리, 카라코람산맥의 8000미터 봉우리에서 죽은 사람의 목록이다.

## K2
K2는 세계에서 두 번째로 높은 산이다.
| 날짜            | 이름   | 국적     | 사망 원인 |
| --------------- | ------ | -------- | --------- |
| 2001년 7월 22일 | 박영도 | 대한민국 | 추락      |
| 2004년 6월 8일  | 배경규 | 대한민국 | 눈사태    |
| 2004년 6월 8일  | 김재영 | 대한민국 | 눈사태    |
| 2004년 6월 8일  | 이화형 | 대한민국 | 눈사태    |
| 2008년 8월 2일  | 황동진 | 대한민국 | 세락 붕괴 |
| 2008년 8월 2일  | 박경효 | 대한민국 | 세락 붕괴 |
| 2008년 8월 2일  | 김효경 | 대한민국 | 세락 붕괴 |

## 칸첸중가
칸첸중가산은 세계에서 세 번째로 높은 산이다.
| 날짜             | 이름   | 국적     | 사망 원인 |
| ---------------- | ------ | -------- | --------- |
| 1989년 12월 20일 | 진교섭 | 대한민국 | 추락      |
| 1999년 9월 14일  | 현명근 | 대한민국 | 눈사태    |
| 1999년 9월 14일  | 한도규 | 대한민국 | 눈사태    |
| 2013년 5월 21일  | 박남수 | 대한민국 | 추락      |

## 로체
로체산은 세계에서 네 번째로 높은 산이다.
| 날짜            | 이름   | 국적     | 사망 원인        |
| --------------- | ------ | -------- | ---------------- |
| 2003년 10월 5일 | 황선덕 | 대한민국 | 눈사태(로체샤르) |
| 2003년 10월 5일 | 박주훈 | 대한민국 | 눈사태(로체샤르) |

## 마칼루
마칼루산은 세계에서 다섯 번째로 높은 산이다.
| 날짜 | 이름 | 국적 | 사망 원인 |
| ---- | ---- | ---- | --------- |

## 초오유
초오유산은 세계에서 여섯 번째로 높은 산이다.
| 날짜           | 이름   | 국적     | 사망 원인 |
| -------------- | ------ | -------- | --------- |
| 2001년 9월 9일 | 김수아 | 대한민국 | 고산병    |

## 다울라기리
다울라기리산은 세계에서 일곱 번째로 높은 산이다.
| 날짜            | 이름   | 국적     | 사망 원인 |
| --------------- | ------ | -------- | --------- |
| 2000년 9월 29일 | 이수호 | 대한민국 | 눈사태    |

## 마나슬루
마나슬루산은 세계에서 여덟 번째로 높은 산이다.
| 날짜            | 이름   | 국적     | 사망 원인 |
| --------------- | ------ | -------- | --------- |
| 1971년 5월 4일  | 김기섭 | 대한민국 | 추락      |
| 1972년 4월 10일 | 박창희 | 대한민국 | 눈사태    |
| 1972년 4월 10일 | 오새권 | 대한민국 | 눈사태    |
| 1972년 4월 10일 | 송준행 | 대한민국 | 눈사태    |
| 1972년 4월 10일 | 김호섭 | 대한민국 | 눈사태    |
| 2010년 4월 24일 | 윤치원 | 대한민국 | 실종      |
| 2010년 4월 24일 | 박행수 | 대한민국 | 탈진      |

## 낭가파르바트
낭가파르바트산은 세계에서 아홉 번째로 높은 산이다.
| 날짜            | 이름   | 국적     | 사망 원인     |
| --------------- | ------ | -------- | ------------- |
| 1989년 6월 23일 | 김광호 | 대한민국 | 추락          |
| 1990년 7월 3일  | 박창기 | 대한민국 | 크레바스 추락 |
| 1993년 7월 7일  | 안준문 | 대한민국 | 실종          |
| 2009년 7월 11일 | 고미영 | 대한민국 | 추락          |

## 안나푸르나
안나푸르나산은 세계에서 열 번째로 높은 산이다.
| 날짜             | 이름   | 국적     | 사망 원인    |
| ---------------- | ------ | -------- | ------------ |
| 1983년 9월 24일  | 정양근 | 대한민국 | 눈사태       |
| 1991년 9월 19일  | 이석주 | 대한민국 | 눈사태       |
| 1991년 9월 19일  | 이상구 | 대한민국 | 눈사태       |
| 1999년 4월 29일  | 지현옥 | 대한민국 | 고산병, 추락 |
| 2011년 10월 18일 | 박영석 | 대한민국 | 눈사태, 실종 |
| 2011년 10월 18일 | 신동민 | 대한민국 | 눈사태, 실종 |
| 2011년 10월 18일 | 강기석 | 대한민국 | 눈사태, 실종 |

## 가셔브룸 1봉
가셔브룸 1봉은 세계에서 열한 번째로 높은 산이다.
| 날짜 | 이름 | 국적 | 사망 원인 |
| ---- | ---- | ---- | --------- |

## 브로드피크
브로드피크산은 세계에서 열두 번째로 높은 산이다.
| 날짜            | 이름   | 국적     | 사망 원인 |
| --------------- | ------ | -------- | --------- |
| 1988년 8월 20일 | 장영일 | 대한민국 | 눈사태    |
| 1995년 7월 12일 | 박현재 | 대한민국 | 추락      |
| 1996년 7월 20일 | 한동근 | 대한민국 | 기상악화  |
| 1996년 7월 20일 | 양재모 | 대한민국 | 기상악화  |
| 1996년 7월 20일 | 임순택 | 대한민국 | 기상악화  |
| 1999년 7월 11일 | 현성광 | 대한민국 |           |
| 2021년 7월 19일 | 김홍빈 | 대한민국 | 실종      |

## 가셔브룸 2봉
가셔브룸 2봉, 또는 K4는 세계에서 열세 번째로 높은 산이다.
| 날짜 | 이름 | 국적 | 사망 원인 |
| ---- | ---- | ---- | --------- |

## 시샤팡마
시샤팡마산은 세계에서 열네 번째로 높은 산이다.
| 날짜            | 이름   | 국적     | 사망 원인 |
| --------------- | ------ | -------- | --------- |
| 1993년 9월 29일 | 박병태 | 대한민국 | 추락      |

## 같이 보기
- 에베레스트산에서 죽은 사람의 목록